# Velika mora
Velika mora ili Velika crnotrba devica (lat. Ischnura elegans) je vrsta vodene device iz porodice Coenagrionidae.

## Opis
Dužina tela varira od 30-34 mm, a dužina zadnjeg krila je oko 18 mm. Mužjaci su crni sa bronzanim sjajem, pri čemu je glava, toraks, osnova i vrh abdomena plave boje. Pterostigma je dvobojna, crna i bela. Ženke su veoma varijabilne pri čemu osnovna boja može da varira od plave, preko ljubičaste, zelene, crvene, sve do tamno žute. Mlade jedinke mogu biti vrlo varijabilne boje.

## Rasprostranjenje
Veoma rasprostranjena od zapada Evrope pa sve do Japana.
Ova vrsta je prisutna u sledećim državama: Albanija; Austrija; Belorusija; Belgija; Bosna i Hercegovina; Bugarska; Kina; Hrvatska; Češka; Danska; Estonija; Finska; Francuska; Nemačka; Grčka; Guernsei; Mađarska; Indija; Indonezija; Iran; Irska;Izrael; Italija; Japan; Džersi; Jordan; Koreja, Demokratska Narodna Republika; Koreja, Republika; Latvija; Liban; Lihtenštajn; Litvanija; Luksemburg; Makedonija, Bivša Jugoslovenska Republika; Malezija; Moldavija; Mongolija; Crna Gora; Nepal; Holandija; Norveška; Pakistan; Poljska; Rumunija; Ruska Federacija; Srbija; Slovačka; Slovenija; Španija; Šri Lanka; Švedska; Švajcarska; Sirijska Arapska Republika; Turska; Turkmenistan; Ukrajina; Velika Britanija.

## Stanište
Rasprostranjena na sporotekućum rekama, potocima ali pre svega na tajaćim vodama. Nije tolerantna na kisela staništa kao što su tresetna jezera.

## Životni ciklus
Ženke polažu jaja same na plutajućim delovima vodenih biljaka, dok se mužjaci nalaze negde u blizini. Razviće larvi je brzo. Izleganje se odvija na obalnim zeljastim biljkama gde ostavljaju i svoju egzuviju.

## Sezona letenja
Sezona letenja traje od kraja aprila do septembra.

## Galerija
- Kopula
- Nimfa
- Izvaljivanje
- Mlad mužjak
- Adult
- Ženka